# آتشکده جاویدان
آتشکده جاویدان یامعبد آناهیتا (صفه سرمسجد) یا معبد سرمسجد نام‌های رایج بازمانده‌های بنایی سنگی است که در شهرستان مسجدسلیمان کنونی قرار دارد. برخی پیشینهٔ این بنا را تا هفت قرن قبل از میلاد مسیح ارزیابی کرده‌اند و به گمان برخی کارشناسان، معماران تخت جمشید از شیوهٔ ساخت آن الهام گرفته‌اند. مهمترین مشخصه آتشکده جاویدان استفاده نکردن از ملات و گذاشتن سنگ خشک روی سنگ خشک دیگر است
۵باستانی شهرستان مسجد سلیمان در استان خوزستان، منطقه‌ای است بنام معبد سرمسجد که در شمال شرقی شهر مسجدسلیمان واقع شده‌است. این معبد که در گذشته‌های دور همواره در آن آتشی افروخته بوده مشرف به سفه سرمسجد است که بگفته مورخان مقر حکومتی پارس‌ها بوده‌است. از دیگر آثار باستانی این شهرستان می‌توان به معبد سرمسجد بسیار کهن  نیز اشاره نمود. به شماره ۳۰۰ در سال ۱۳۱۶ در فهرست آثار ملّی به ثبت رسید، طبق کاوش‌های پروفسور گیرشمن که در سال‌های ۱۳۴۷ تا ۱۳۵۰ صورت گرفته این بنا را متعلق به پارس‌ها هستند.۵
گفته می‌شود این آتشکده در گذشته همواره آتشی در آن قرار داشت که مقر حکومتی پارس‌ها بوده‌است. این آتشکده به دستور یکی از پادشاهان هخامنشی ساخته شده‌است؛ و هرکدام از سنگ‌های به کار رفته در آن در حدود ۵ تن وزن دارد. در ساخت آن از هیچ گونه ملاتی از جمله سیمان استفاده نشده‌است. محراب مربوط به آتشکده مربوط به ۷ الی ۸ قرن قبل از میلاد است؛ که یک سکو به اندازه ۲۰ پا در ۲۵ پا در آن قرار دارد.

تصویری از بازمانده‌های بنا منصوب به سال ۱۳۰۸ هجری (۱۹۲۸ میلادی) که در بایگانی کتابخانه دانشگاه ویسکانسین در میلواکی ایالات متحده بازنشر شده.